# سیارک ۴۸۴۱۶
سیارک ۴۸۴۱۶ (به انگلیسی: 48416 Carmelita، نامگذاری:1988BM2) چهل و هشت هزار و چهارصد و شانزدهمین سیارک کشف شده‌است که در ۲۴ ژانویه ۱۹۸۸ کشف شد.